# Rui Miguel Melo Rodrigues
Rui Miguel Melo Rodrigues, meglio noto come Rui Miguel (Viseu, 15 novembre 1983), è un ex calciatore portoghese, di ruolo centrocampista.

## Carriera

### Club

#### Académico e Covilhã
Nato a Viseu, dopo brevi esperienze giovanili alla Freguesia Santiago e al Fornos de Algodres, nel 1998 Rui Miguel viene incluso nell'accademia del Benfica, prima di entrare l'anno dopo nelle giovanili della squadra della sua città, l'Académico. Dal 2002 entra in prima squadra, allora militante in Segunda Divisão, per poi trasferirsi nel 2004 al Covilhã, sempre nella medesima categoria.

#### Naval
Nella stagione 2005-2006 ha modo di giocare per la prima volta in Primeira Liga, vestendo la maglia del Naval. Il 22 agosto 2005 debutta in casa del Vitória Guimarães (partita vinta 2-0 dal Naval), entrando in campo nel secondo tempo. Nella giornata successiva del 26 agosto Rui Miguel gioca invece 35 minuti del match perso 2-3 contro il Porto. A fine anno riesce a scendere in campo con la squadra di Figueira da Foz in 18 occasioni, la maggior parte delle quali partendo dalla panchina.

#### Nelas e Zagłębie Lubin
Rui Miguel inizia la stagione 2006-2007 al Nelas, in terza serie, ma, dopo otto presenze e una rete, nel gennaio 2007 il centrocampista portoghese viene acquistato dai polacchi dello Zagłębie Lubin.

#### Paços de Ferreira
Dopo un anno e mezzo in Polonia, nel 2008-2009 torna in patria, nelle file del Paços Ferreira, dove finalmente riesce ad avere una certa continuità di rendimento nella massima serie portoghese. Il Paços è anche finalista della Coppa di Portogallo 2008-2009, garantendosi così l'accesso al secondo turno di qualificazione dell'Europa League 2009-2010.

#### Vitória Guimarães
Nell'estate 2009 si trasferisce al Vitória Guimarães, sottoscrivendo un contratto da cinque anni. Nonostante non fosse uno dei titolari indiscussi, tranne che per le ultime partite di campionato (quattro dei suoi cinque gol sono arrivati in quel periodo), ha contribuito in modo sostanzioso al sesto posto della squadra di Guimarães, ad esempio segnando il gol del pareggio per 1-1 all'ultimo minuto contro lo Sporting Lisbona, quarto in classifica. Alla fine però il Vitória, nonostante la parità di punteggio col Marítimo, ha dovuto rinunciare alla qualificazione in Europa League per via degli scontri diretti sfavorevoli contro quest'ultimo.
Rimane nel Minho per un'altra stagione (la 2010-2011, terminata con la qualificazione in Europa League), totalizzando complessivamente in due anni 51 presenze officiali.

#### In Russia, Romania e a Cipro
Il 2 agosto 2011 raggiunge un accordo coi russi del Krasnodar, che lo acquistano per un milione di euro, ma a dicembre il portoghese viene ceduto all'Astra Ploiești, in prima divisione romena.
Nel 2012-2013 tenta di rilanciarsi all'AEL Limassol, con cui partecipa ai preliminari di Champions League, dove viene eliminato dall'Anderlecht ed è quindi retrocesso in Europa League. Il 22 maggio 2013 l'AEL arriva fino in finale di Coppa di Cipro, ma viene eliminato dai rivali cittadini dell'Apollōn Limassol.

#### Ritorno al Paços de Ferreira e Rapid Bucarest
Dopo il buon campionato a Cipro nell'estate 2013 fa ritorno in patria, al Paços Ferreira, squadra in cui Rui Miguel aveva già giocato nel 2008-2009. Per la stagione 2014-2015 è invece ancora in Romania, questa volta al Rapid Bucarest.

#### Zimbru Chișinău
Nel 2015-2016 si trasferisce allo Zimbru Chișinău, nella Divizia Națională moldava. Il club di Chișinău raggiunge il terzo posto in campionato (valido per l'accesso al primo turno preliminare di Europa League) e Rui Miguel risulta il capocannoniere del team con nove reti.

#### Ritorno all'Académico e Trofense
L'anno successivo ritorna all'Académico, la squadra della sua città natale, che lo ha cresciuto calcisticamente. Dopo aver sfiorato la promozione in Primeira Liga nel 2017-18 con un terzo posto, nella stagione seguente arriva undicesimo e Rui Miguel lascia alla fine dell'anno. Il centrocampista ha raccolto complessivamente 85 presenze e segnato 22 reti, contando anche il triennio 2001-2004, con la maglia dell'Académico de Viseu.
Chiude la sua carriera nel 2020 con il Trofense, compagine di categorie amatoriali.